# Raffaele Ciferri
Raffaele Ciferri (Fermo, 30 maggio 1897 – Pavia, 12 febbraio 1964) è stato un botanico e micologo italiano.

## Biografia
Nacque a Fermo il 30 maggio 1897 come primogenito di Giuseppe Ciferri, avvocato e sindaco di Petriolo, ed Eugenia Ciccoli. Proprio a Petriolo, paese di origine della madre, trascorse gran parte dell'infanzia. Si laureò in scienze agrarie presso l'Università di Bologna nel 1919 dopo aver preso parte alla prima guerra mondiale.
Dopo la laurea si dedicò a ricerche fitopatologiche presso il laboratorio di patologia vegetale della Scuola di viticoltura ed enologia di Alba, come assistente di Teodoro Ferraris, e poi presso il laboratorio di fisiologia e patologia vegetale dell'Istituto superiore forestale di Firenze con Lionello Petri. Nel 1923 ottenne il posto di assistente straordinario presso l'Istituto botanico di Pavia con Luigi Montemartini, dove trovò ampie possibilità di sviluppare la sua attività micologica.
Nel 1925 si trasferì nella Repubblica Dominicana, dove fu chiamato dal governo locale a fondare e dirigere i servizi tecnico-agrari dello stato centramericano, e fondò una stazione agronomica ad Haina, poi trasferita a Moca. Negli anni successivi la sua fervida attività scientifica si allargò anche ad altri paesi dell'America tropicale e antillana, come testimonia la sua collaborazione con la Compagnia agricola dominicana a Santiago de los Caballeros per gli studi sulla manioca e la sua missione in Ecuador per effettuare ricerche sulle malattie del cacao.
Tornato in Italia nel giugno 1932, riprese l'attività fitopatologica come borsista presso l'Istituto botanico di Pavia, dove conseguì inoltre la libera docenza in microbiologia agraria (in seguito anche in fisiologia vegetale e botanica generale) e dove divenne vicedirettore del laboratorio crittogamico, e presso l'Osservatorio fitopatologico di Palermo. Tra il 1934 e il 1935 fu in Somalia per organizzare i servizi agrari e fitopatologici del paese.
Nel 1936 vinse il concorso per la cattedra di botanica presso la neonata Facoltà Agraria e Forestale dell'Università degli Studi di Firenze, trasferendosi nel 1942 alla cattedra di botanica dell'Università degli Studi di Pavia dove divenne direttore dell'Istituto botanico e del laboratorio crittogamico. Nel 1938 fondò insieme all'amico Piero Redaelli la rivista Mycopathologia, che diede un importante supporto alla conoscenza delle malattie fungine nell'uomo e negli animali, e la loro collaborazione portò alla fondazione del Centro di micologia umana e comparata.
Con gli sviluppi del secondo conflitto mondiale e la razionalizzazione del rame per impieghi non bellici, Ciferri fondò il Centro studi anticrittogamici per sviluppare prodotti fungicidi col minor quantitativo di rame possibile e, con la collaborazione di altri studiosi tra cui Luigi Luca Cavalli-Sforza, riuscì nel suo intento di sviluppare prodotti in grado di contenere le infezioni, promuovendone l'utilizzo in associazione con zolfo e sali rameici insieme ad altri collaboratori tra cui Elio Baldacci, Dino Picco ed Aldo Corte. Nello stesso periodo, sul versante politico, aderì ai Fasci italiani di combattimento nel 1920 ma subito dopo l'armistizio di Cassibile del 1943 iniziò a collaborare coi partigiani, ospitando ebrei e prigionieri in casa sua ed organizzando una radio clandestina nell'orto botanico dell'Università. Tra i partigiani che aiutò vi fu anche la sua assistente Lia Tomici, protagonista del recupero della salma del partigiano Leopoldo Fagnani. Scoperto dalle Schutzstaffel (SS) fu costretto a rifugiarsi nelle Langhe per sfuggire alle rappresaglie naziste.
Nel 1949 in collaborazione con Baldacci fondò il Notiziario sulle malattie delle piante, divenuto poi rivista ufficiale della Società italiana di fitoiatria, nata nel 1952, mentre nel 1961 fece rinascere la Rivista di patologia vegetale di Montemartini, le cui pubblicazioni si erano interrotte dopo 37 anni di attività durante il periodo bellico. Sempre nel secondo dopoguerra proseguì gli studi sui funghi Ustilaginales, che lui già considerò distinti dagli Uredinales; questi studi si conclusero nel 1963 con la Revisio Ustilaginales (pars. I Tilletiaceae). In collaborazione con Redaelli propose, durante un congresso internazionale di microbiologia nel 1953, la costituzione di una Società internazionale di micologia umana ed animale ed insieme i due pubblicarono nel 1958 la Bibliographia mycopathologica.
Negli ultimi anni della sua vita si interessò anche di numismatica. Morì a Pavia il 12 febbraio 1964.

## Opere
- Manuale di patologia vegetale, Società editrice Dante Alighieri, 1941.
- Fisiologia vegetale e piante agrarie, Firenze, G. Barbèra Editore, 1943.
- Manuale di micologia medica, Pavia, Casa editrice Renzo Cortina, 1958-1960.
- Saggio di bibliografia numismatica medioevale italiana, Pavia, 1961.
- La monetazione dei "tarì" d'oro degli Svevi d'Italia, P. & P. Santamaria, 1961.
- Repertorio alfabetico di numismatica medioevale e moderna, principalmente italiana, Associazione pavese di numismatica e medaglistica, 1963.